# سيسنا إي سي-1
سيسنا طراز إي سي-1 (EC-1) كانت طائرة من فترة ثلاثينيات القرن العشرين أمريكية بمقعد واحد بنيت من قبل شركة سيسنا.